# Einzelfrankatur

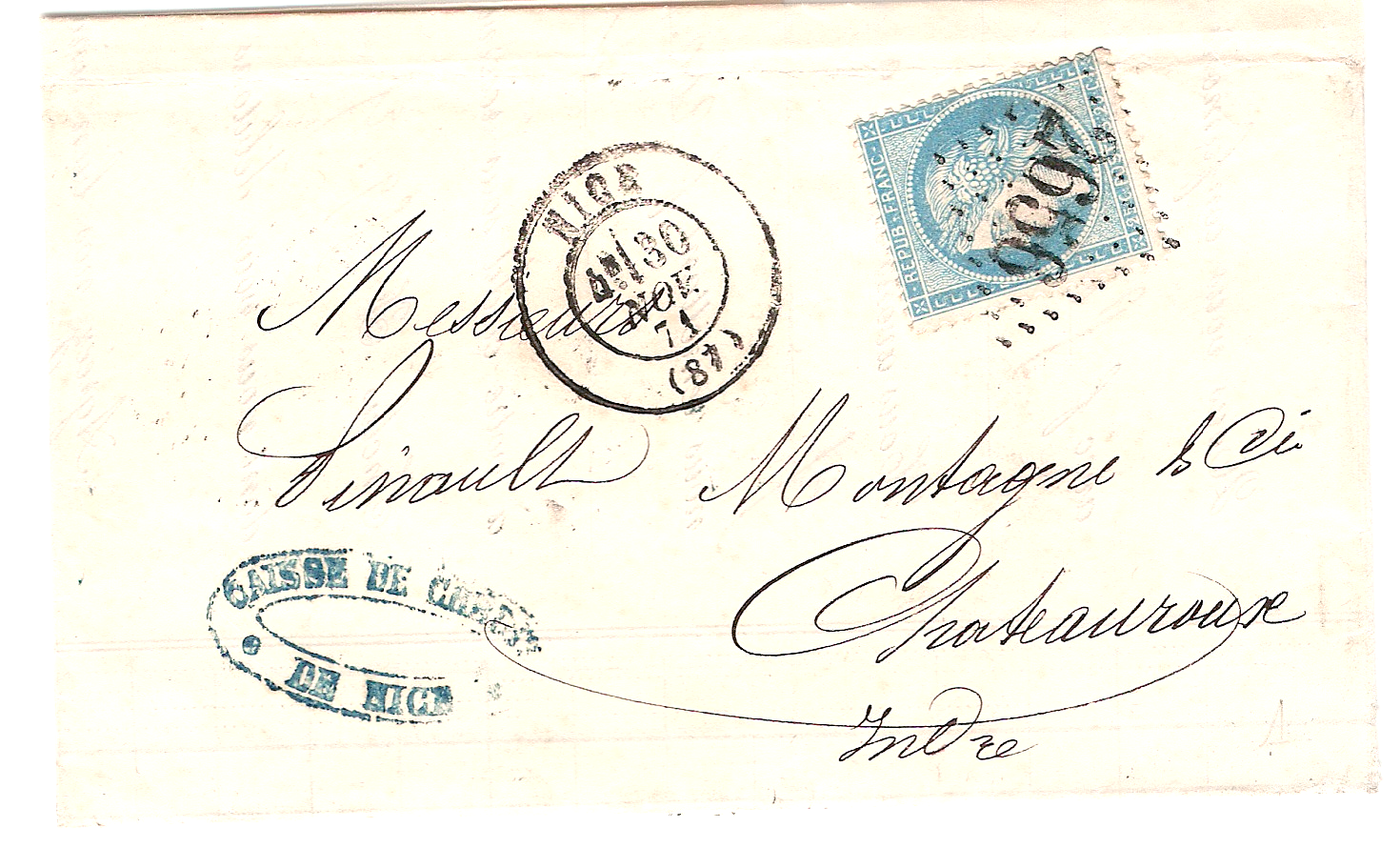
Frankreich – Einzelfrankatur auf einem Brief von 1871 aus Nizza

Unter Einzelfrankatur (EF) versteht man die Freimachung einer Postsendung mit einem Postwertzeichen (Freimarke oder Wertzeicheneindruck) im Wert der für die Beförderung verlangten Postgebühr. Sie ist die am häufigsten anzutreffende Frankatur.
Die in allen Ländern zu findenden Dauermarken sind in ihren Wertstufen zumeist so gestaffelt, dass mit ihnen eine Einzelfrankatur der häufigsten Postsendungen, Gewichtsstufen und Entfernungszonen möglich ist. Häufig finden sich auch Dauermarken, mit denen das Entgelt für eine einfache Postsendung plus häufig vorkommender Zusatzleistung (Einschreiben, Eilsendung o. ä.) mit einer Marke abgegolten werden kann. Werden mehrere Marken auf der Postsendung verwendet, spricht man von Mehrfachfrankatur.
Auch Sondermarken oder andere Markenarten (z. B. Dienstmarken) weisen in der Regel Wertstufen auf, die eine Verwendung als Einzelfrankatur möglich machen.
Portogerechte Einzelfrankaturen sind bei vielen Sammlern beliebt und erzielen oftmals höhere Verkaufspreise als Mischfrankaturen mit derselben Marke. Dies gilt besonders für jene Werte, die von den Postverwaltungen hauptsächlich als Zusatzwerte konzipiert waren und folglich nur selten als Einzelfrankaturen verwendet wurden. 